# 周家街道
周家街道，是中华人民共和国黑龙江省哈尔滨市双城区下辖的一个街道办事处，位于双城区东部，202国道过境。
2015年3月撤销周家镇，设立周家街道。

## 行政区划
周家街道下辖以下地区：
第一社区、第二社区、第三社区、第四社区、第五社区、第六社区、第七社区、东新村、东旭村、东辉村、东跃村、东安村、东海村、东太村、东发村和东宁村。